# 蒙門
蒙門（1779年—1809年），又名昭華·門（เจ้าฟ้าเหม็น）、頌德·帕昭·蘭特·昭華·公摩坤·剎帝利努七（สมเด็จพระเจ้าหลานเธอ เจ้าฟ้าธรรมาธิเบศร์ กรมขุนกษัตรานุชิต ），暹羅（泰國）王子。他是鄭昭的兒子、拉瑪一世的外孫。越南《大南實錄》稱其為昭緡。
蒙門是鄭昭的兒子，為拉瑪一世長女昭華·欽艾所生，蒙門在吞武里王國時期的封號是昭華猜·索潘圖旺（สมเด็จเจ้าฟ้าชายสุพันธุวงศ์）。鄭昭被殺後，因蒙門是拉瑪一世的外孫而獲得赦免，並成為扎克里王朝的一位王子。他在拉達那哥欣王國時期的封號是昭華·阿派提貝（เจ้าฟ้าอภัยธิเบศ），後改為昭華·探瑪提貝（เจ้าฟ้าธรรมาธิเบศร์），最後改為剎帝利努七。
1809年，拉瑪一世逝世，二王伊沙拉頌吞繼位為拉瑪二世。蒙門陰謀奪取王位，拉瑪二世派王子塔（後來的拉瑪三世）前去鎮壓，將其逮捕處死。